# Frassineto Po
Frassineto Po is een gemeente in de Italiaanse provincie Alessandria (regio Piëmont) en telt 1462 inwoners (31-12-2004). De oppervlakte bedraagt 29,2 km², de bevolkingsdichtheid is 50 inwoners per km².

## Demografie
Frassineto Po telt ongeveer 626 huishoudens. Het aantal inwoners steeg in de periode 1991-2001 met 7,5% volgens cijfers uit de tienjaarlijkse volkstellingen van ISTAT.
| Jaar | Inwoneraantal |
| ---- | ------------- |
| 1991 | 1363          |
| 2001 | 1465          |

## Geografie
De gemeente ligt op ongeveer 104 m boven zeeniveau.
Frassineto Po grenst aan de volgende gemeenten: Borgo San Martino, Breme (PV), Candia Lomellina (PV), Casale Monferrato, Ticineto, Valmacca.